# Юго-восточный финансовый центр
Юго-восточный финансовый центр (англ. Southeast Financial Center) — комплекс из небоскрёба в 55 этажей и высотой 233 метра и прилегающего к нему 15-этажного гаража на 1120 машино-мест. Расположен по адресу: 200, бульвар Саут-Бискайн, Майами, Флорида, США. С 1992 по 2003 года известен как First Union Financial Center, с 2003 по 2011 года как Wachovia Financial Center, а с 1984 по 1992 года и с 2011 года по настоящее время как Юго-восточный финансовый центр. С 1984 по 2003 года здание являлось самым высоким во всём штате Флорида, но после постройки гостиницы Four Seasons Hotel Miami с 2003 года по настоящее время занимает вторую строчку в этом списке.

## Описание
Площадь, на которой стоит небоскрёб, составляет почти 8100 м². В строительстве Центра принимало участие около 500 рабочих. Было использовано около 6650 тонн стали и 61 200 м³ бетона. Весь комплекс покоится на 150 железобетонных сваях диаметром около трёх метров, которые забиты на глубину более 24 метров. Высота здания составляет 232,8 метра, площадь внутренних помещений — 185 806 м², работают 43 лифта. Первый этаж отдан под мелкую розничную торговлю, второй представляет собой один большой вестибюль-прихожую, а на последнем расположился клуб Miami City Club, на остальных этажах расположены офисы. Что касается гаража, то его первый этаж также отдан под мелкую розничную торговлю, второй представляет собой банковский зал, на последнем, 15-м, находится тренажёрный зал, а на остальных двенадцати этажах есть место для 1120 автомобилей. Вторые этажи обоих зданий соединяет крытый переход. Дизайн комплекса выполнен архитектурным бюро Skidmore, Owings and Merrill.
В связи с типом части крыши наподобие Q*bert из окон многих офисов на верхних этажах открывается вид на небольшую площадку, которая является крышей офиса нижнего этажа. На этих площадках каждую зиму собирается колония грифов-индеек, которые прилетают сюда на зимовку.

## История
Строительство здания началось в 1981 году под нужды Southeast Banking Corporation. С 1984 года по 19 сентября 1991 года он занимал ровно половину всех помещений, но затем освободил их все в связи с ликвидацией.
Торжественное открытие комплекса состоялось 23 октября 1984 года. По состоянию на 2014 год основными арендаторами офисов являются Wells Fargo, Goldman Sachs, DLA Piper, White & Case и Merrill Lynch.

## Здание в кино
- В телесериале «Полиция Майами» (1984—1989) здание Юго-восточного финансового центра присутствует в финальной заставке каждого эпизода, а в некоторых эпизодах показано отдельно более подробно.
- В фильме 1994 года «Зона высадки» бейсджампер по кличке Свуп совершает прыжок с парашютом с люльки мойщика окон Юго-восточного финансового центра.